# Madsen M-45
Madsen M45 — данський пістолет-кулемет калібру 9x19 мм Luger, розроблений у 1945 році Данським промисловим синдикатом.

## Історія
Пістолет-кулемет Madsen M45 був розроблений відразу після закінчення Другої Світової війни. Він виготовлявся ще за довоєнними стандартами і за більш дорогими методами виробництва, такими як фрезерування та механічна обробка сталі на відміну від простіших, більш сучасних методів штампування та зварювання. Через це M45 коштував доволі дорого, і його продажі були дуже незначні: невеликі кількості цих пістолетів-кулеметів купили тільки Мексика і Сальвадор. Тому вже наступного, 1946 року, цю систему було змінено на простіший і дешевший у виробництві пістолет-кулемет Madsen M1946.

## Опис
Вогонь ведеться з відкритого затвора і лише в автоматичному режимі. Конструкція затвора має схожість з конструкцією самозарядних пістолетів, оскільки затвор має вигляд кожуха, що охоплює ствол протягом більшої частини його довжини. Поворотна пружина розташована навколо ствола. Для зведення затвора в його передній частині з боків зроблені вертикальні насічки, за які стрілець захоплює затвор пальцями руки, щоб потім відтягнути його назад. Живлення патронами здійснюється з чотирьохрядних коробчастих магазинів від пістолета-кулемета Suomi. Ложа дерев'яна, приціл має два відкидні цілики для дальностей 100 і 200 метрів.